# زمین‌لرزه ۱۹۶۶ شینگتای
زمین‌لرزه شینگتای  در تاریخ ۲۲ مارس ۱۹۶۶ میلادی، برابر با ‎۲ فروردین ۱۳۴۵، ساعت ۸:۱۱:۳۶ به زمان یوتی‌سی در چین ، منطقه شینگتای رخ داد. ژرفای این زلزله ۱۴٫۹ کیلومتر بود. بزرگی آن ۵٫۶ در مقیاس mb اعلام شده‌است. زمین‌لرزه به وقت محلی در روز سه‌شنبه، ساعت ۱۶ روی داده و منطقه زمانی آن یوتی‌سی +۸ بوده‌است .
سازمان زمین‌شناسی آمریکا نیز جای این زمین‌لرزه را در مختصات ۳۷°۱۶′شمالی ۱۱۴°۵۸′شرقی / ۳۷٫۲۷°شمالی ۱۱۴٫۹۷°شرقی و بزرگی آنرا برابر با ۵٫۶ در مقیاس ریشتر اعلام کرده‌است. 
شمار کشتگان زلزله حدود ۸۰۶۴ نفر بوده‌است. تعداد زخمیان ۳۸۴۵۱ نفر برآورد شده‌است.